# When You Walk in the Room
When You Walk In The Room er en sang skrevet og indspillet af Jackie DeShannon fra 1963. 
Sangen er genindspillet i mange coverversioner. Blandt disse kan nævnes:
- The Searchers – 1964 (og 1977)
- Billy J Kramer & The Dakotas – 1964
- The Typhoons – 1964
- The Challengers – 1965
- The Ventures – 1965
- Bruce Springsteen (liveversion) - 1977
- Jay and the Americans – 1975
- Paul Nicholas – 1977
- Del Shannon – 1977
- Ruby Starr – 1977
- Child – 1978
- Wizex – 1978
- Cilla Black - 1978
- Karla Bonoff – 1979
- Stephanie Winslow – 1981
- Steve Forbert – 1982
- Johnny Logan – 1985
- Green Mountain Skyline – 1986
- Paul Carrack – 1987
- Lolita Jackson – 1989
- Sanne Salomonsen – 1991
- Pam Tillis – 1994
- Tommy Scott – 1995
- Status Quo – 1995
- Mike Pender’s Searchers – 1998
- Chris Hillman – 1998
- Glass Tiger with Paul Carrack – 1999
- Smokie - 2000
- Agnetha Fältskog – 2004
- Elisas - 2012
- DJ Ötzi & The Bellamy Brothers - 2012
- Brødrene Olsen - 2013
- Ray Dylan - 2014
- Architecture in Helsinki - 2014